# MF DOOM
Daniel Dumile (pronunciado /ˈduːməleɪ/, 13 de julio de 1971–31 de octubre de 2020), conocido por su nombre artístico MF DOOM o simplemente DOOM, fue un rapero, compositor y productor discográfico británico–estadounidense. 
Es reconocido por sus intrincados juegos de palabras, su característica máscara, y por su personaje de escenario como “supervillano”, Dumile se convirtió en un icono en la música Underground hip hop y del rap alternativo en la década de los 2000. Luego de su fallecimiento, la revista Variety lo describió como una de las “figuras más enigmáticas, impredecibles y celebradas” de su género.
Nacido en Londres, Dumile se mudó a Long Island, Nueva York a una edad temprana. Dumile comenzó su carrera musical en 1988 siendo miembro de KMD, bajo el nombre de Zev Love X. El grupo se disolvió en 1993 luego de la muerte de Dingilizwe Dumile (bajo el nombre de DJ Subroc), hermano de Dumile. Luego de un descanso, Dumile resurgió a finales de la década de los 90, comenzó a participar en eventos de micrófono abierto usando una máscara metálica similar a la usada por el supervillano de Marvel Comics, Doctor Doom, personaje que fue usado en la portada de su primer álbum, Operation: Doomsday. Dumile adoptó el personaje de MF DOOM y rara vez aparecía en escena sin su máscara.
Entre 2003 y 2005, Dumile lanzó 4 álbumes en solitario y 3 álbumes colaborativos. En adición al aclamado álbum MM..FOOD publicado en 2004 bajo el apodo de MF DOOM, Dumile lanzó varios álbumes en solitario, incluyendo uno bajo el seudónimo de King Geedorah y dos bajo el nombre de Viktor Vaughn. Madvillainy, álbum producido junto a Madlib bajo el nombre Madvillain, es a menudo citado como el “magnum opus de Dumile” y es considerado como un álbum histórico del hip hop. En 2005, Dumile en colaboración con Danger Mouse, bajo el nombre de Danger Doom, publicó el álbum The Mouse and the Mask.

## Biografía

### Primeros años
Dumile nació en el municipio de Hounslow, Londres, el 13 de julio de 1971, siendo hijo de una madre trinitense y de un padre zimbabuense. Según Dumile, fue concebido en los Estados Unidos, pero nació en el Reino Unido porque su madre estaba visitando a su familia. En su infancia, Dumile se mudó junto a su familia a Long Island, Nueva York; creciendo en Long Beach. Dumile mencionó no tener recuerdos de su infancia en Londres y que sus padres no tienen ninguna relación con la cultura británica, aunque mantuvo su nacionalidad británica, pues nunca obtuvo la nacionalidad estadounidense. Dumile comenzó su carrera como disc-jockey durante el verano luego del tercer grado; Desde su infancia, Dumile era fanático y coleccionista de historietas, obtuvo el apodo “Doom” (un juego fonético con el nombre Dumile), apodo dado por sus amigos y por su familia.

### 1988–1997: KMD, muerte de Subroc y receso de Dumile
Bajo el nombre de Zev Love X, Dumile formó el grupo de hip hop, KMD en 1988 junto a su hermano menor Dingilizwe Dumile, bajo el nombre DJ Subroc, y a Rodan, quien posteriormente fue reemplazado por Onyx the Birthstone Kid. Danty Ross, representador de Artists and repertoire, conoció a KMD a través del grupo de hip hop 3rd Bass, uniéndolos al sello Elektra Records. 3rd Bass publicó su primer álbum de estudio, The Cactus Album, posteriormente seguido por el primer álbum de KMD, Mr. Hood; Dumile participó en la canción “The Gas Face” en el álbum de 3rd Bass, específicamente el último verso de la canción, siendo este creado por él.
El 23 de abril de 1993, poco antes de la publicación del segundo álbum de KMD, “Black Bastards”, Subroc fue víctima de un accidente de tránsito en 1993 tratando de cruzar la Interestatal 495 de Long Island. Dumile completó el álbum en solitario durante varios meses, y fue anunciado para ser publicado el 3 de mayo de 1994; después de la publicación del álbum, la discográfica del grupo Elektra Records eliminó a KMD y el álbum no fue publicado por ellos debido a la portada del álbum, en el que se representa una caricatura de un estereotipo zambo colgado en una horca.
Después de la muerte de su hermano y la disolución de KMD, Dumile se retiró de la escena del hip hop de 1994 a 1997, viviendo “malditamente casi sin hogar, caminando por las calles de Manhattan, durmiendo en bancos.  [sic]” A finales de la década de 1990, Dumile se mudó a Atlanta, Georgia, a mitades de la década de 1990. En entrevistas hechas a Dumile, 
se estaba “recuperando de sus heridas” y jurando venganza “a la industria que tan mal le hizo.” Durante ese periodo, el álbum Black Bastards fue pirateado, pero no fue lanzado oficialmente hasta el año 2000.

### 1997–2001: Regreso, primeras producciones yOperation: Doomsday

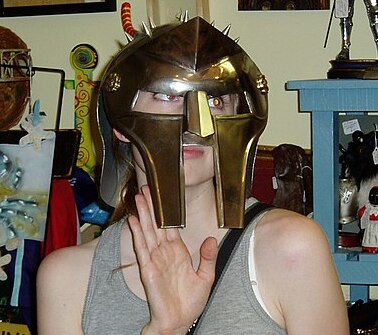
Una mujer con una máscara de la película Gladiator, esta máscara fue usada como inspiración para crear la máscara de Dumile.

En 1997, Dumile comenzó a participar en eventos de micrófono abierto de freestyle en el Nuyorican Poets Café, ubicado en Manhattan, cubriendo su rostro usando calcetines sobre su cabeza. Dumile cambió su nombre artístico a Metal Face Doom, nombre que luego lo modificó a MF DOOM, usando una máscara similar a la máscara de Doctor Doom, un personaje del universo Marvel. Posteriormente, Dumile usó una máscara basada en el personaje Maximus, de la película del año 2000, Gladiator.
La discográfica de Robert “Bobbito” García, Fondle 'Em Records, publicó el primer LP de Dumile bajo el nombre de MF DOOM, Operation: Doomsday en 1999. Durante la producción de Operation: Doomsday, Dumile colaboró con miembros del grupo Monsta Island Czars, en el que cada miembro asumió la personalidad de monstruos de la franquicia de Godzilla; Dumile tuvo el alias de “King Geedorah”, un dragón dorado de tres cabezas modelado a partir de King Ghidorah. Durante la producción del álbum, fueron utilizados varios samples de series de televisión  de la década de 1970, como Los Cuatro Fantásticos. En una reseña de Spin hecha por Jon Caramanica, Caramanica empatizó el contraste del flow de Dumile como Zev Love X cuando fue miembro de KMD y su nuevo enfoque como artista solitario. Caramanica volvió a reseñar el álbum en 2021 para el periódico The New York Times, delcarándolo como “uno de los álbumes de hip-hop más idiosincráticos de la década de 1990 y uno de los documentos definitorios de la explosión del hip-hop independiente de la década.” Cyril Cordor, escritora de AllMusic, describió a Operation: Doomsday como uno de los mejores álbumes de Dumile, elogiando más el esfuerzo dado a las letras del álbum.
En 2001, Dumile comenzó a publicar Special Herbs, una serie de álbumes que contienen instrumentales, publicándolas bajo el nombre de Metal Fingers. En una reseña de 2011 a la caja recopilatoria de Special Herbs; Jess Harvell, escritor de Pitchfork, observó que los instrumentales se mantienen solos sin necesidad de las letras: “la mayoría de las pistas suenan ‘finalizadas’ incluso en su forma sin rimas”.

### 2002–2004: King Geedorah, Viktor Vaughn,MadvillainyyMM..FOOD
En 2003, Dumile publicó su segundo álbum de estudio, Take Me To Your Leader, bajo el nombre de King Geedorah. En Pitchfork, Mark Martelli describió a Take Me To Your Leader como lo más cercano a un álbum conceptual, denotando como el álbum expone los “mitos” del epónimo King Geedorah, Martelli elogió el álbum, particularmente pistas como “One Smart Nigger”, el cual, según su punto de vista, fue lo mejor del hip hop político a diferencia de intentos hechos por otros artistas.
A mediados del mismo año, Dumile publicó su segundo LP, Vaudeville Villain bajo el seudónimo de Viktor Vaughn (otro juego de palabras con el nombre real de Doctor Doom,  Víctor von Doom), poco después de la publicación de Take Me To Your Leader. Vaudeville Villain fue producido únicamente por Dumile, la mayoría de los sencillos del álbum fueron grabados junto a miembros de la discográfica Sound Ink, Dumile se juntó con Heat Sensor en un bar de Brooklyn, poco después, Heat Sensor presentó a Dumile a King Honey y Max Bill, músicos que eran miembros de la discográfica Sound Ink y que colaboraron con Dumile en la producción del álbum.
Desde 2002, Dumile comenzó a trabajar junto a Madlib, bajo el grupo de Madvillain, Madlib creó varios ritmos e instrumentales, algunos siendo utilizados para la producción de Madvillainy, mientras que otros fueron utilizados por Madlib junto a J Dilla, para el álbum Champion Sound, publicado bajo el nombre Jaylib. Cuando Dumile y Jackson no se encontraba trabajando en el álbum, ambos pasarían el tiempo juntos, bebiendo cerveza, comiendo comida tailandesa, fumando cannabis, y consumiendo hongos alucinógenos. Según Jackson, él compró varias cajas llenas de discos de vinilo, mismas que posteriormente usaría como samples. Antes del lanzamiento público de Madvillainy, dos sencillos fueron lanzados, “Money Folder” en noviembre de 2003, y “All Caps” en febrero de 2004. El 23 de marzo de 2004, Madvillain lanzó públicamente Madvillainy, según Pitchfork, luego de dos años del lanzamiento de Madvillainy, la distribuidora del álbum, EMI, “no podía mantener a Madvillainy dentro de su inventario”.
A finales de 2004, Dumile comenzó a producir su segundo álbum bajo el nombre de MF DOOM, MM..FOOD, Dumile describió al álbum, como un álbum conceptual “acerca de las cosas que te puedes encontrar en un pícnic, o en un merendero”. Mm..Food fue producido en su mayoría solamente por Dumile, a excepción de las pistas “Potholderz”, producido junto a Count Bass D, “One Beer”, producido junto a Madlib, y “Kon Queso”, producido junto a PNS. La pista “One Beer” estaba originalmente estaba destinado a ser parte de Madvillainy, pero que fue retirado por no encajar con la temática del álbum. Junto al lanzamiento de Mm..Food el 16 de noviembre de 2004, Dumile publicó Mm..LeftOvers en el sitio web Hiphopsite.com, un CD que contiene remixes y pistas descartadas de Mm..Food.

### 2005–2009: Danger Doom,Born Like Thisy colaboración con Ghostface Killah
En 2005, Dumile se juntó con el disc-jockey Danger Mouse, bajo el nombre de Danger Doom, ambos comenzarían la producción del álbum The Mouse and the Mask, la producción del álbum fue hecho en parte por Danger Mouse, pero también fue producido en conjunto con el bloque de televisión nocturno de Cartoon Network, Adult Swim, en ese momento, Danger Mouse se encontraba en la ciudad de Los Ángeles, mientras que Dumile se encontraba en Atlanta, durante la producción del álbum, las producciones musicales no eran comúnmente enviadas mediante correo electrónico, por lo que, Dumile y Burton tuvieron que intercambiar las producciones enviándolas mediante correo. El álbum contiene colaboraciones con el bloque de programación Adult Swim, en donde varios actores de voz de series como Aqua Teen Hunger Force, El show de Brak, Fantasma del Espacio de costa a costa y Sealab 2021, colaboraron con la producción del álbum al añadir líneas con los personajes que interpretan. The Mouse and the Mask fue publicado el 11 de octubre de 2005, bajo el sello discográfico Epitaph Records en los Estados Unidos, y bajo el sello discográfico Lex Records en Reino Unido. El crítico Chris Vognar, discutió acerca del rol de la comedia en el hip hop, argumentando que “Doom y Danger ejemplifican una tensión absurda en el hip hop independiente, una voluntad de abrazar al nerd sin una pesada capa de ironía”. El mismo año, Dumile colaboró con el grupo musical, Gorillaz, en la pista “November Has Come” de su segundo álbum de estudio, Demon Days.
En 2006, Dumile produjo junto al rapero y miembro de Wu-Tang Clan, Ghostface Killah los álbumes FishScale y More Fish. Durante la producción de Fishcale, Dennis Coles usó instrumentales de otros artistas musicales reconocidos en escena del hip hop, como son Pete Rock, J Dilla y MF DOOM. Coles conoció los trabajos de Dumile durante uno de los conciertos de la gira Projekt Revolution de Linkin Park en 2004, aunque no conoció sus obras con el alias MF DOOM, sino que con el alias Metal Fingers, nombre que usaba en sus lanzamientos de instrumentales como es en Special Herbs. Dumile no estaba presente junto a Coles durante la producción de Fishcale, sino que “él solamente enviaba ritmos y Coles los escogía”, Coles componía las letras en ausencia de Dumile.
En 2013, Ghostface Killah anunció de una nueva producción en colaboración con MF DOOM, mencionando que ambos estaban en el proceso de seleccionar pistas para un álbum colaborativo, se anunció el nombre del álbum, DOOMSTARKS, Coles anunció la publicación de DOOMSTARKS para febrero de 2015. El mismo año, Coles anunció que el álbum Swift & Changeable iba a ser publicado en 2016, publicando luego arte promocional de su álbum colaborativo con Dumile, el álbum nunca fue publicado.
Luego del lanzamiento de The Mouse and the Mask y de haber trabajado junto a Dennis Coles, Dumile desapareció entre 2005 y 2009, a causa de su colaboración con Ghostface Killah, su desaparición puso furioso a su fandom, ya que durante su ausencia, en actos en vivo, muchos de estos tenían a presuntos “impostores” en escena, conciertos que comúnmente acaban en abucheos y odio; en varios actos en vivo y eventos, los “impostores” eran contratados por Dumile, durante una entrevista con Dumile por John Lucas, Dumile admitió que varios de los impostores eran enviados por él, añadiendo que “él escoge diferentes personajes, él escoge su dirección y dónde los quiere poner”, Dumile también añadió que los impostores eran contratados y pagados, por lo que “no hay impostores.” En varias ocasiones, Dumile era acusado de robo y fraude.
A inicio de 2009, Dumile lanzó Born Like This bajo el sello discográfico Lex Records, el álbum contiene varios instrumentales que no fueron lanzados dentro de Special Herbs, a su vez, el álbum tiene samples de otras producciones de artistas como Madlib, Jake One y J Dilla. El álbum tiene colaboraciones con músicos y raperos como Ghostface Killah, Raekwon, Prince Paul y Slug. El álbum hace un recorrido por el pasado de Dumile, recorriendo la cultura pop y viviendo “fantasías televisivas” de los años 1970, así también, el álbum está muy inspirado en los poemas de Charles Bukowski. La pista “Batty Boyz” fue centro de críticas porque fue considerado como abiertamente homofóbica, en la pista, se hace constante mención de una relación homosexual entre Bruce Wayne y Dick Grayson, aunque también se la considera como una pista diss hacia raperos sin nombre.

### 2010–2021: Regreso a Reino Unido y colaboraciones posteriores

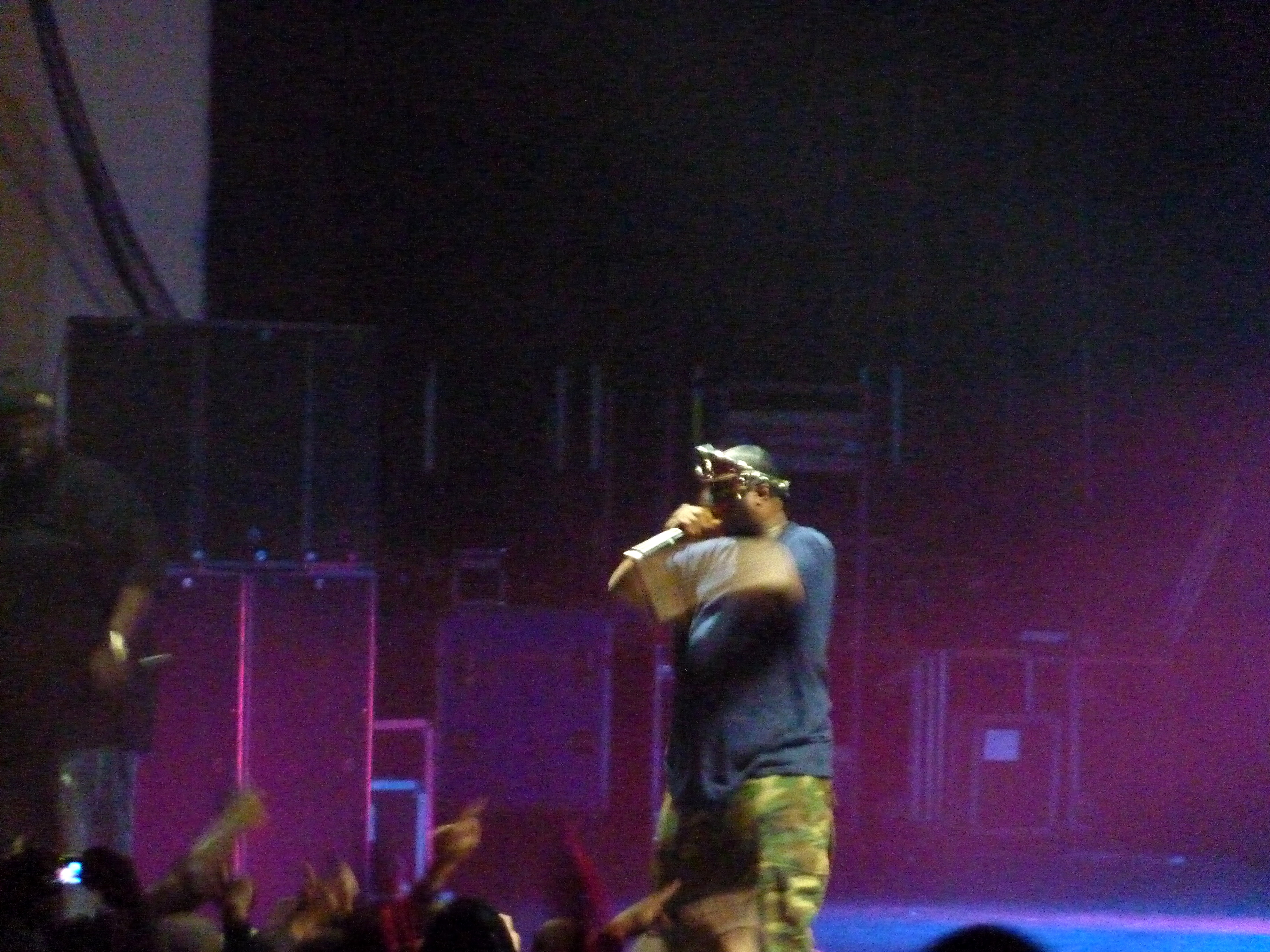
MF DOOM en un concierto en el O2 Brixton Academy, en Brixton; 2010.

A inicios de 2010, Dumile publicó el sencillo “Gazillion Ear”, un EP que recopila remixes de la pista original de Born Like This, remixes de músicos como Thom Yorke y Jneiro Jarel. Según el sello discográfico que publicó el EP, Lex Records, Thom Yorke envió dos remixes de la pista siendo la primera hecha en 2009, pero enviada bajo el seudónimo, “Monkey Hustle”. Se publicó en internet un remix de “Gazillion Ear” por el grupo Madvillain, al comienzo de la pista se escucha un mensaje de voz realizado por el rapero Kanye West.
En marzo del mismo año, Dumile dio su primera gira musical fuera de América del Norte, principalmente en ciudades como París, Ámsterdam, Zúrich y Londres, luego de la gira musical por el continente europeo, Dumile fue rechazado para reingresar a los Estados Unidos, siendo denegado su ingreso por un oficial de la CBP, esto debido a que, aunque la mayoría de su vida, Dumile vivió en los Estados Unidos, Dumile nunca obtuvo la ciudadanía estadounidense, y, por tanto, no era un ciudadano naturalizado. En 2012, Dumile volvió a intentar reingresar a los Estados Unidos en la ciudad de Miami mientras viajaba a Jamaica, pero fue rechazado a través de exención turística. Los fanáticos de Dumile, enfurecidos, manifestaron ante lo ocurrido, culpando a la presidencia de Barack Obama como la causante de que Dumile fuese deportado de los Estados Unidos, en ocasiones llegando a hacer peticiones en sitios web como Change.org exigiendo otorgar la nacionalidad estadounidense a Dumile.
En 2012, después de su colaboración con Ghostface Killah y de ser deportado de los Estados Unidos, Dumile fue aislado de la mayoría de sus posesiones, familiares, y amigos; en una entrevista con The Guardian, mencionó que su nueva vida en Londres, en ausencia de sus amigos, hace la situación “divertida”, ya que se sentía como “incógnito”. Dumile decidió juntarse con el músico Jneiro Jarel, un músico nacido en Brooklyn que estaba viviendo en Inglaterra en el momento, Dumile se juntó con él para crear el dúo JJ DOOM. Al momento, ambos músicos estaban suscritos en el sello Lex Records, por lo que ambos se pusieron a trabajar. El álbum contiene colaboraciones con artistas que vivían y que conocían a Dumile en persona, tales como Beth Gibbons de la banda Portishead, Damon Albarn de las bandas Blur y Gorillaz, y Thom Yorke de Radiohead. Es así como el 10 de agosto de 2012, el dúo JJ DOOM publicó el álbum Key to the Kuffs, álbum que fue bien recibido por la crítica, en el sitio web Metacritic, el cual asigna una puntuación tipificada con base en varios sitios web de críticas, dio al álbum una puntuación de 74 puntos sobre 100, significando que obtuvo “reseñas generalmente favorables”. David Jeffries, escritor de AllMusic elogió como en una de las pistas, el estilo musical que usó Dumile, se asemeja mucho al estilo musical hecho por el miembro de Ultramagnetic MCs, Kool Keith. Por su parte, Thom Yorke, consideró que la pista “Guv'nor” del álbum, pista en la que colaboró, como su “sencillo de 2012”.
En agosto de 2013, se anunció que Dumile junto con el rapero Markel Ni'Jee Scott, conocido por su nombre artístico Bishop Nehru, un rapero nacido en Nanuet, iban a colaborar juntos para un nuevo proyecto musical; en una entrevista con The Village Voice, Ni'Jee explicó como él se juntó con Dumile por primera vez en Londres, cuando él hizo de telonero para Dumile y Ghostface, en el salón de conciertos 100 Club. Ni'Jee explicó que el instrumental del álbum eran producidos por Dumile, mientras que él componía y añadía las letras. En una entrevista con la revista XXL, Ni'Jee anunció el nombre de su álbum con Dumile, titulado NehruvianDoom.
En 2016, Dumile colaboró con el grupo musical australiano The Avalanches, en el álbum Wildflower; Dumile ya trabajó con el grupo en la década de los años 2000, al hacer un remix de la pista “Tonight May Have to Last Me All My Life” de su álbum Since I Left You. En este caso, Robbie Chater, miembro del grupo, decidió enviar a Dumile un demo de una de las pistas de Wildflower, Chater era muy fanático de los trabajos de Dumile, especialmente de su álbum con Madlib, Madvillainy, Dumile respondió a Chater 18 meses después de haber enviado el demo, declarando que amó la pista y que iba a trabajar con ellos. Dumile colaboró con The Avalanches cantando en la pista y sencillo “Frankie Sinatra” junto a Danny Brown.
En agosto de 2017, tanto el sitio web oficial de Adult Swim como la de DOOM anunciaron el lanzamiento de un álbum recopilatorio, “The Missing Notebook Rhymes”, luego de que Dumile envió una carpeta con 15 canciones “raras” o no publicadas. Según Pitchfork, el álbum incluía colaboraciones con artistas como Kool Keith, Sean Price, Jay Electronica y The Alchemist. La primera pista del álbum “Notebook 00 - Negus” fue publicado por Adult Swim junto a su anuncio. En una entrevista con Jason DeMarco, director creativo de Adult Swim, DeMarco mencionó:

Son pistas que [DOOM] o no tiene un lugar donde alojarlas, o son parte de proyectos que no están necesariamente completos, pero podemos hacernos la burla de ellas... Es una pista de ojeada a lo que está sucediendo.
Jason DeMarco en una entrevista con la revista Mass Appeal; 2017.

El sitio web de Adult Swim tenía planeado publicar una canción cada semana por el curso de 15 semanas. El 26 de septiembre del mismo año, siguiendo la adición de “Notebook 06 - Pause Tape (Remix)” al álbum, Adult Swim quitó The Missing Notebook Rhymes de su sitio web. Un portavoz de Adult Swim mencionó que “Adult Swim acabó nuestra relación con DOOM y, por tanto, las pistas restantes lamentablemente se mantendrán... perdidas.” Tanto DOOM como Adult Swim no comentaron, ni dieron razón oficial de la eliminación del álbum recopilatorio.
En febrero de 2018, Dumile lanzó junto al supergrupo Czarface, el sencillo “Nautical Depth”, siendo el primer sencillo publicado de su álbum colaborativo Czarface Meets Metal Face. Dumile ya había colaborado con Czarface en algunas de sus producciones anteriores, como en su LP First Weapon Drawn, publicado en 2017, y en la pista “Ka-Bang!” en su álbum de 2015, Every Hero Needs a Villain. Uno de los miembros de Czarface, 7L, dijo en una entrevista con HipHopDX que todas las letras después de la pista ‘Meddle With Metal’ fueron hechas de manera orgánica y que no cree que están educando a nadie. En el mismo artículo, Kyle Eustice alaga el trabajo de cada MC, al lograr revitalizar el concepto del álbum al usar múltiples referencias a la cultura pop, como el uso de los mismos juegos de palabras con el que Wu-Tang Clan nació. En una reseña de Pitchfork, Mehan Jayarisuya dio al álbum una puntación de 6.4 puntos sobre 10, mencionando que Czarface “no es el enemigo ideal”, pero que logró extraer más energía de Dumile que otros artistas hicieron en años, aunque mencionó también que algunos de sus versos era “competentes pero olvidables”, terminando su reseña mencionando que “no se puede criticar demasiado” y que el álbum suena como si hubiese sido grabado hace quince años.

### Fallecimiento
Dumile murió el 31 de octubre de 2020, circunstancia que no fue divulgada sino hasta el 31 de diciembre del mismo año por su esposa Jasmine, en una publicación de Instagram.En julio de 2023, Jasmine reveló que Dumile falleció debido a un angioedema causado tras administrársele medicamentos para la presión arterial, después de ser internado en el Hospital de la Universidad de St. James en Leeds. Dumile sufría de distintos problemas de salud, incluidos hipertensión y nefropatía.

## Discografía

### Álbumes de estudio
- 1999 - Operation: Doomsday
- 2003 - Take Me To Your Leader
- 2003 - Vaudeville Villain
- 2004 - VV:2
- 2004 - MM..FOOD
- 2009 - Born Like This

### Álbumes colaborativos
- 1991 - Mr. Hood (Dentro de KMD)
- 2000 - Black Bastards (Dentro de KMD)
- 2004 - Madvillainy
- 2004 - Special Herbs + Spices Volume 1
- 2005 - The Mouse and the Mask
- 2012 - Key to the Kuffs
- 2014 - NehruvianDoom
- 2018 - Czarface Meets Metal Face
- 2021 - Super What?

### EPs
- 2000 - MF EP
- 2006 - Occult Hymn
- 2008 - Unicorn
- 2011 - Victory Laps
- 2014 - Bookhead
- 2017 - WestSide Doom